# ورونا (کنتاکی)
ورونا (به انگلیسی: Verona) یک منطقهٔ مسکونی در ایالات متحده آمریکا است که در شهرستان بون، کنتاکی واقع شده‌است. ورونا ۳۱٫۹ کیلومتر مربع مساحت و ۱٬۴۵۵ نفر جمعیت دارد و ۲۷۴٫۳۲ متر بالاتر از سطح دریا واقع شده‌است.